# Franse grondwet van 1799

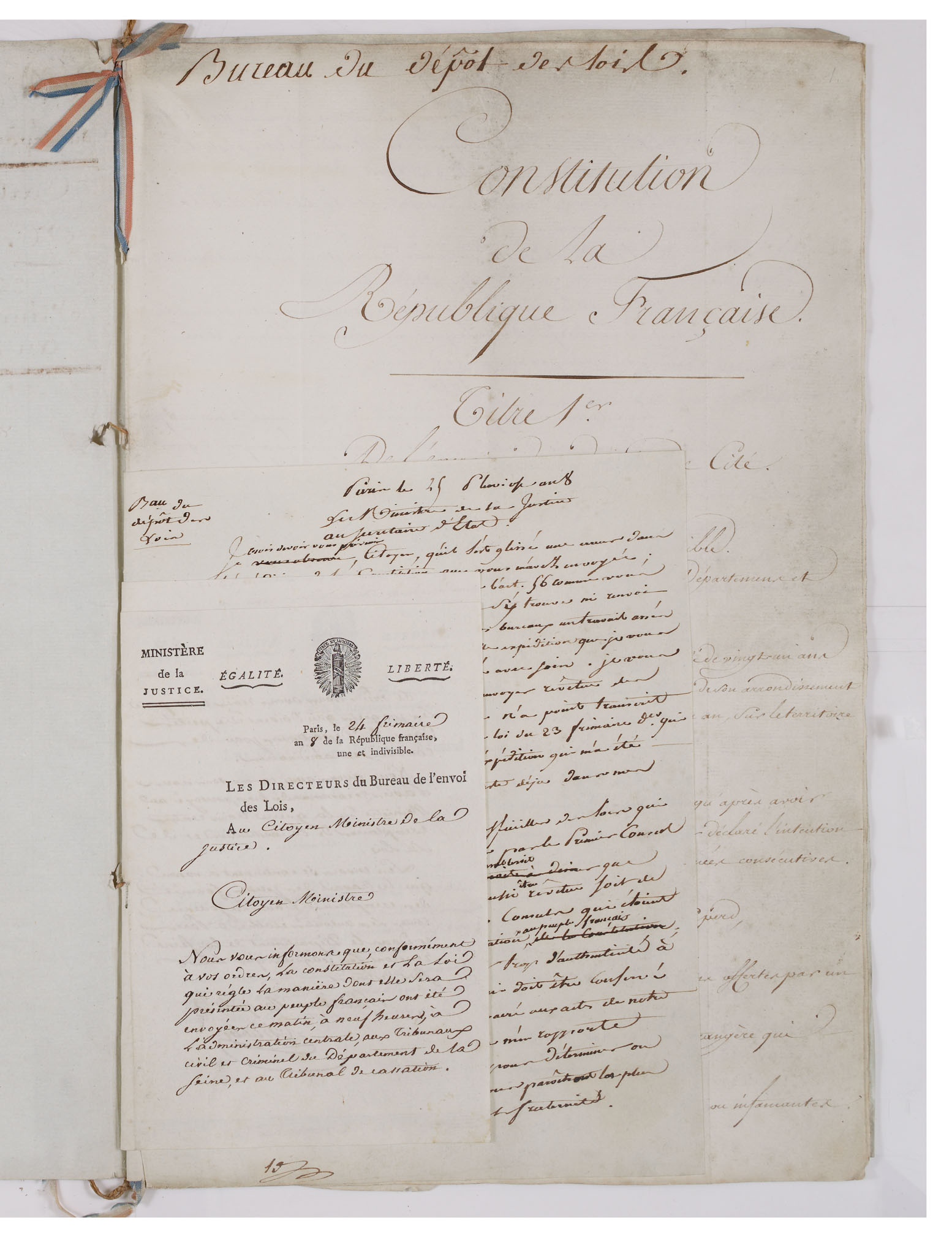
Eerste bladzijde van de grondwet van 22 frimaire jaar VIII (eensluidend afschrift van het Bureau du dépôt des lois)

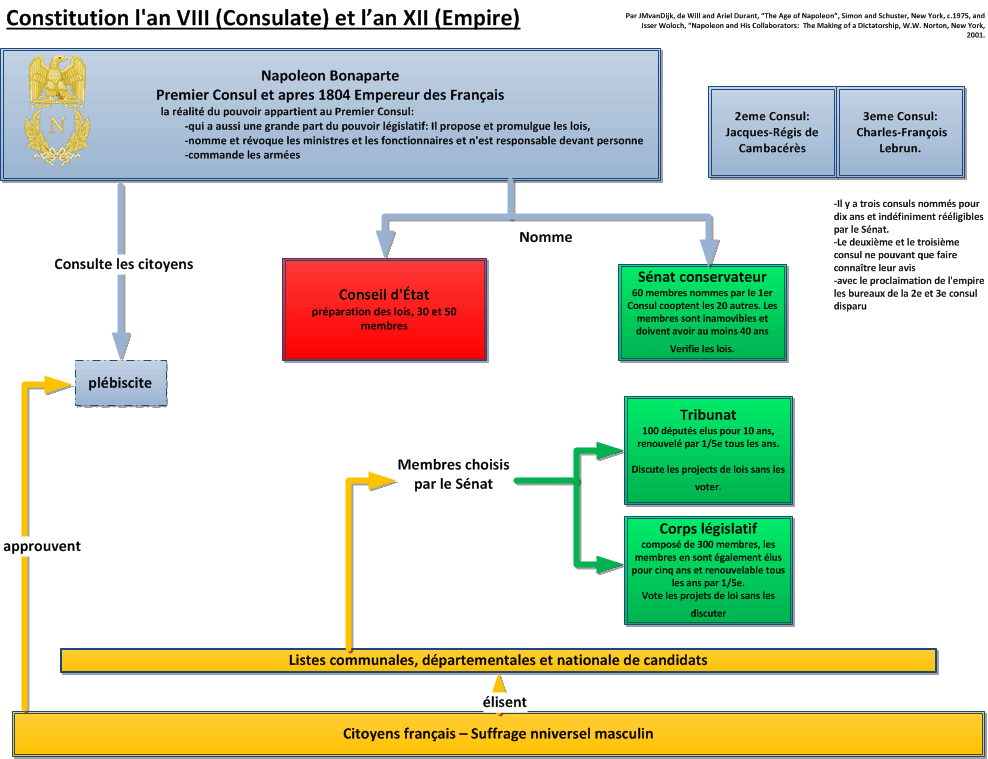
Schema van het grondwettelijk bestel (Frans)

De grondwet van 22 frimaire jaar VIII was de grondwet die op 13 december 1799 werd aangenomen in Frankrijk na de staatsgreep van 18 brumaire. Hij maakte een einde aan het Directoire en vestigde het Consulaat, het begin van de alleenheerschappij van Napoleon Bonaparte. Daarom wordt de grondwet traditioneel beschouwd als het einde van de Franse Revolutie, al hoort hij wel nog onder de Eerste Franse Republiek.

## Totstandkoming
Het was de weigering van de Raad van Vijfhonderd om de grondwet van 1795 te herzien, die Bonaparte, Sieyès en Ducos deed besluiten tot een staatsgreep. Ze vestigden een voorlopig consulaat en werkten een nieuwe grondwet uit. Binnen de Raad van Ouden en de Raad van Vijfhonderd werden daartoe "intermediaire commissies" ingesteld. Napoleon kwam tussen in hun werk en liet commissielid Pierre Daunou in elf dagen een tekst van 95 artikelen schrijven. Hij werd op 13 december 1799 goedgekeurd door de parlementaire raden en trad op 22 december in voege. De tekst werd vervolgens voorgelegd aan de bevolking in een niet-bindend plebisciet, waarvan het resultaat op 7 februari 1800 werd bekendgemaakt: 3.011.007 stemmen voor en 1562 tegen. Het geringe aantal tegenstemmers liet zich verklaren doordat elke stem in een register moest worden ondertekend. Bovendien manipuleerde Lucien Bonaparte de uitslag en waren de voorstemmers maar de helft van het officiële aantal. Toch was het enthousiasme voor Bonaparte reëel. De afkondiging van de grondwet gebeurde op 28 februari 1800, op een moment dat de nieuwe instellingen reeds functioneerden.

## Inhoud
De tekst verleende de uitvoerende macht aan drie consuls, maar alle feitelijke macht was in handen van de eerste consul, Bonaparte. Hij stelde zich de autocratische Romeinse Republiek van Caesar Augustus tot voorbeeld, die enkel in naam een republiek was geweest en die orde en vrede had gebracht na een instabiele periode. Om deze connotatie te benadrukken, gebruikten de auteurs van de grondwet klassiek-Romeinse termen, zoals consul, senator en tribuun.
De eerste consul benoemde en ontsloeg ministers, voerde het militaire opperbevel en had het wetgevend initiatief- en afkondigingsrecht. De rest van de wetgevende macht berustte bij drie kamers. Het hogerhuis, de Sénat conservateur, bestond uit 80 mannen boven de veertig jaar, die voor drie vierde benoemd waren door de eerste consul. Daarnaast was er een Tribunaat van 100 mannen boven de vijfentwintig jaar en een Wetgevend Lichaam van 300 mannen ouder dan dertig jaar. Hun leden werden door de Senaat geselecteerd uit een groep die was gevormd door getrapte verkiezingen. De mannelijke burgers van een departement kozen een vertrouwenslijst van de 10% van hen die het meest geschikt waren voor staatsaangelegenheden. Deze notabelen kozen uit hun midden opnieuw de 10% die op de nationale lijst kwamen, waardoor ze benoembaar waren in hoge functies als tribuun, wetgever en cassatierechter.
Grondrechten werden onder de constitutie voor een groot deel afgeschaft. Er was geen Verklaring van de rechten van de mens en de burger meer.

## Opheffing
Op 2 augustus 1802 werd Napoleon eerste consul voor het leven. Twee dagen later werd de grondwet van 1799 opgeheven en vervangen door de grondwet van het jaar X, die in 86 artikelen de macht van de eerste consul versterkte en het algemeen stemrecht afzwakte tot cijnskiesrecht. Uiteindelijk maakte de grondwet van het jaar XII een einde aan de Republiek en vestigde in 1804 het Eerste Franse Keizerrijk, met Napoleon I als erfelijk keizer.